# 孔撫
孔撫（?—?），东晋时鲁郡人。孔子二十四代孫，孔讚玄孙，孔羡曾孙，孔震之孙，孔嶷之子。
孔抚曾经担任东晋豫章郡（治今江西省南昌市）太守，后来袭封奉圣亭侯，儿子为孔懿。《晋书》和《宋书》记载太元十一年（386年）晋孝武帝下诏让孔靖之袭封奉圣亭侯，并非孔撫。根据孔继涑分析，可能是北魏所封崇圣侯孔靈珍，追尊自己的高祖父孔撫为嫡裔奉圣亭侯，而正史记载的东晋南朝所封的孔亭、孔靖之等数人，子孙不嗣，家乘失传。
| 前任： 孔嶷 | 东晋奉圣亭侯 ？ | 繼任： 孔懿 |

## 参看
- 孔子
- 孔子世家大宗世系
- 孔子世系
- 孔子世家大宗世系图
- 孔子世家总世系图 (中兴祖前)